# 松井宗信 (越前守)
松井 宗信（まつい むねのぶ、？－天文3年7月15日（1534年8月24日））は、戦国時代の武将。細川氏の家臣。典厩家に仕えていたが、後に京兆家の細川晴元の傘下に入り、柳本賢治と共に京都の実質的支配にあたった。通称は惣右衛門。官途名は越前守。法号は雲江守慶。

## 経歴・人物
丹波国桑田郡太田（現在の京都府亀岡市）の出身。菩提寺である龍潭寺に残された宗信の肖像画に記された大休宗休の画賛には典厩家3代に仕えたと記されている。ただし、典厩家は細川政賢が細川高国と対立して細川澄元を支持したことから、高国が擁立した細川尹賢－（細川氏綱）－細川藤賢の流れと澄元・晴元父子を支持した細川政賢－細川澄賢－細川晴賢の流れに分裂し、宗信は政賢方の一員として活動していた。
宗信の若い頃のことを不明であるが、明応2年（1493年）に龍潭寺を創建し、翌年に京兆家の細川政元の禁制を得ていること、同寺の記録によれば永正2年（1505年）に妻を亡くしていること、典厩家が長く支配してきた摂津国欠郡の故事については宗信が知っていると晴賢が述べたとする書状があることから、政賢が高国によって四国に追われる前からの家臣と推定可能である。政賢は船岡山合戦で戦死し、永正3年（1506年）に元服したとされる澄賢も大永元年（1521年）には四国で客死したため、幼少の晴賢を支える立場にあったとみられる。
大永6年（1526年）に晴元が足利義維を奉じて高国打倒の兵を上げると、晴賢・宗信もこれに従って四国から上陸しているが、丹波出身の宗信が道案内役を果たした。桂川合戦で晴元・義維が高国・足利義晴を破ると、晴元は直ちに京都には入らず、宗信と柳本賢治が京都支配の実務に当たった。しかし大永8年（享禄元年/1528年）7月に三好元長が下山城守護代に任ぜられると、高国側との和睦を図る元長とそれに反発する宗信・賢治が対立、更に京都支配の主導権を巡っても対立した。しかし、晴元は高国を無視して義晴と和睦しようとする宗信・賢治の意見を採ったために、享禄2年（1529年）8月に義維を擁護していた元長は阿波国に帰国してしまう。これを受けて宗信と賢治は連署状を発給して京都支配の実務を開始するようになる。ところが、享禄3年（1530年）に晴元側近の可竹軒周聡の反対によって晴元と義晴の和睦が挫折すると、宗信と賢治は抗議のために出家した（龍潭寺の宗信の肖像画はこの時のもの）。だが、6月に賢治が暗殺されると元長が復権、宗信も京都での力を失って摂津に帰還すると晴賢の補佐に専念した。その後、元長も殺害されると、足利義晴は宗信を介して晴元との和睦を図ろうとし、晴元も宗信の再起用を図ったものの、その動きが具体的になる前の天文3年（1534年）に宗信は没している。
なお、足利義輝に仕えた松井正之（康之の父）を宗信の子とする説があるが、宗信の嫡男とみられる松井十兵衛が引き続き典厩家に仕えて細川晴賢の補佐を続けていることから、室町幕府の奉公衆である松井氏と細川典厩家に仕えた松井氏が同じ丹波松井氏の出身であったとしても別系統に属しているとみられている。